# Климент VIII (антипапа)
Жіль Санчес Муньос і Карбон (Gil Sánchez Muñoz y Carbón; 1370, Теруель — 1447 Мальорка) — з 1423 року до свого зречення від посади у 1429 році антипапа Климент VIII під час Західної схизми.

## Життя
Народився у сім'ї баронів в Арагоні. Вивчав канонічне право та у 1396 році вступив на службу до авіньйонської курії. Був посланцем антипапи Бенедикта XIII та архієпископа Валенсії. Бувши пробстом собору у Валенсії та за підтримки короля Арагону Альфонса V, 10 червня 1423 року його вибирають (анти)папою на противагу папі Мартину V. Однак один з кардиналів Жан Каррьєр не був згідний з виборами і вибрав ще одного антипапу Бенедикта XIV. Це стало відомо лише після відставки Климента VIII. Климент VIII вступив на посаду лише 19 травня 1426 року. Після розв'язання конфлікту між Римом та Арагоном Климент VIII скликає своїх кардиналів і оголошує про відставку при присутності послів Мартина V. Після цього знову займає посаду пробста собору у Валенсії і знову скликає своїх кардиналів які на «нових» виборах вже «вибирають» діючого папу в Римі Мартина V.